# Список экранизаций романов о трёх мушкетёрах

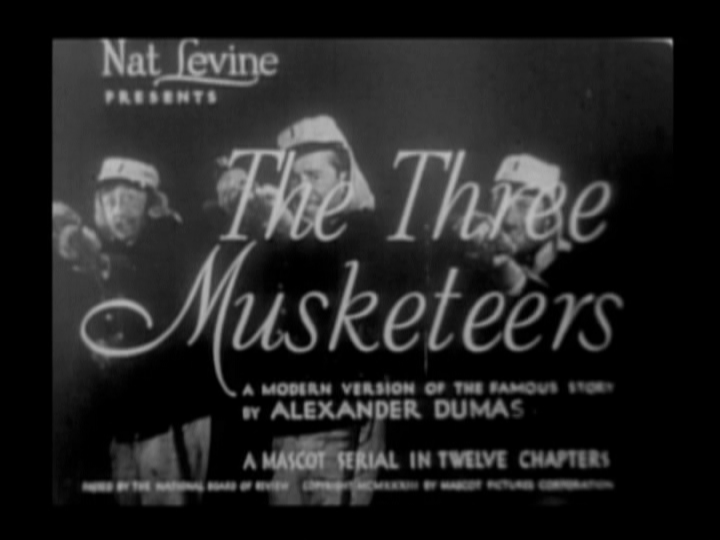
Заставка американской экранизации 1933 года

Список известных экранизаций романов Александра Дюма-отца о трёх мушкетёрах.
- 1898 — Состязание по фехтованию из Трёх мушкетёров / Fencing Contest from "The Three Musketeers — немой, Великобритания, режиссёр Уильям Джексон
- 1903 — Три мушкетёра / Les Trois Mousquetaires, немой, Франция
- 1903 — Мушкетёры королевы[фр.] — немой, Франция, режиссёр Жорж Мельес
- 1909 — Мушкетёры королевы[фр.] — немой, Франция, режиссёр Жорж Мельес
- 1909 — Три мушкетёра[итал.] — немой, Италия, режиссёр Марио Казерини
- 1909 — Железная маска[итал.], немой, Италия, режиссёр Оресте Ментасти[итал.]
- 1911 — Три мушкетёра / The Three Musketeers — немой, США, киностудия «Эдисон», часть 1 и часть 2 ,режиссёр Джеймс Сирл-Доули, в роли д’Артаньяна — Сидней Бут
- 1912 — Три мушкетёра — немой, Франция, режиссёры Андре Кальметт и Анри Пукталь[фр.], в роли д’Артаньяна — Эмиль Дегелли[фр.]
- 1913 — Мушкетёр / I moschettieri, немой, Италия
- 1913 — Храбрец Д’Артаньян
- 1914 — Три мушкетёра / The Three Musketeers — немой, США, режиссёр Чарльз Хенкел
- 1916 — Три мушкетёра / The Three Musketeers (D’Artagnan) — немой, США, режиссёр Чарльз Свикард[англ.], в роли д’Артаньяна — Оррин Джонсон[англ.]
- 1918 — Три мушкетёра / Le tre moschettiere — немой, Италия, режиссёр Рикардо Толентино[англ.]
- 1921 — Три мушкетёра / The Three Musketeers — немой, США, режиссёр Фред Нибло, в роли д’Артаньяна — Дуглас Фэрбенкс
- 1921 — Три мушкетёра / Les trois mousquetaires — многосерийный, немой, Франция, режиссёр Анри Диаман-Берже[фр.] в роли Д’Артаньяна — Эме Симон-Жирар
- 1922 — Три пройдохи / The Three Must-Get-Theres — немой, США, режиссёр Макс Линдер, в роли д’Артаньяна — Макс Линдер
- 1922 — Двадцать лет спустя[фр.], Франция, киносериал, режиссёр Анри Диаман-Берже[фр.], в роли Д’Артаньяна — Жан Йонель[фр.]
- 1923 — Миледи / Milady — немой, Франция, режиссёр Анри Диаман-Берже[фр.], в роли д’Артаньяна — Эме Симон-Жирар
- 1923 — Человек в железной маске[нем.] — Германия, режиссёр Макс Гласс[нем.]
- 1928 — Человек в железной маске[фр.] / The Man in the Iron Mask, Великобритания, режиссёры Джордж Дж. Бенфилд[англ.], Лесли Эвели
- 1929 — Железная маска / The Iron Mask — США, режиссёр Аллан Двон, в роли д’Артаньяна — Дуглас Фэрбенкс
- 1932 — Три мушкетёра[фр.] / Les Trois Mousquetaires, Франция, режиссёр Анри Диаман-Берже[фр.] , в роли д’Артаньяна — Эме Симон-Жирар
- 1933 — Три мушкетёра[англ.] / The Three Musketeers, сериал, США, режиссёры Арман Шефер[англ.], Колбер Кларк[англ.]. В главной роли — Джон Уэйн. Фильм снят по мотивам книги.
- 1934 —Четыре мушкетёра[фр.] / Les Quatre Mousquetaires, Бельгия, режиссёр Гастон Шукенс[англ.], в роли д’Артаньяна — Ритч[фр.]
- 1935 — Три мушкетёра / The Three Musketeers — США, режиссёр Роулэнд Ли, в роли д’Артаньяна — Уолтер Абель
- 1936 — Три мушкетёра[итал.] / I quattro moschettieri, мультфильм, Италия, режиссёр Карло Кампогаллиани
- 1936 — Три слепых мышкетёра[англ.] / Three Blind Mouseketeers, мультфильм, США, режиссёры Дэвид Хэнд, Джек Каттинг[англ.], эпизод сериала Глупая симфония)[англ.]
- 1938 — Три мушкетёра — мультфильм, СССР, режиссёр Иван Иванов-Вано
- 1939 — Три мушкетёра / The Three Musketeers — США, режиссёр Аллан Двон, в роли д’Артаньяна — Дон Амичи
- 1939 — Человек в железной маске / The Man in the Iron Mask — США, режиссёр Джеймс Уэйл, в роли д’Артаньяна — Уоррен Уильям
- 1940 — Идеальный сын[англ.] / Uthama Puthiran, Индия (на тамильском языке), режиссёр Т. Р. Сундарам[англ.] (по роману «Виконт де Бражелон»)
- 1942 — Три мушкетёра[исп.] / Los tres mosqueteros, Мексика, режиссёр Мигель М. Дельгадо[исп.] , в роли д’Артаньяна — Кантинфлас
- 1943 — Человек в железной маске / El Hombre de la máscara de hierro — Мексика, режиссёр Марко Аурелио Галиндо
- 1946 — Три мушкетёра / Los Tres mosqueteros — Аргентина — Уругвай, режиссёр Хулио Сарасени[исп.], в роли д’Артаньяна — Армандо Бо[англ.]
- 1948 — Три мушкетёра / The Three Musketeers — США, режиссёр Джордж Сидни, в роли д’Артаньяна — Джин Келли
- 1950 — Сын д'Артаньяна[итал.] / Il Figlio di d’Artagnan — Италия, режиссёр Рикардо Фреда, в роли д’Артаньяна — Карло Нинки[англ.]
- 1950 — Три мушкетёра (Клинки мушкетёров; Шпага д’Артаньяна) / The Three Musketeers (Blades of Musketeers; The Sword of D’Artagnan) — телефильм, США, режиссёр Бадд Беттикер, в роли д’Артаньяна — Роберт Кларк[англ.] (эпизод телесериала Театр Магнавокс[англ.]
- 1950 — Все за одного / Todos Por Um, Бразилия, режиссёр Жозе Кажадо Фильо
- 1952 — Леди в железной маске[англ.] / Lady in the Iron Mask — США, режиссёр Ральф Мёрфи[англ.], в роли д’Артаньяна — Луис Хэйуорд
- 1952 — На кончике шпаги[англ.] (Сыновья мушкетёров) / At Sword’s Point (Sons of the Musketeers) — США, режиссёр Льюис Аллен, в роли д’Артаньяна — Корнел Уайлд
- 1952 — Палач из Лилля. Миледи и мушкетёры[итал.] — Италия — Франция, режиссёр Витторио Коттафави[итал.]
- 1952 — Меч наносит удар / The Sword Strikes (« Виконт де Бражелон»)(ТВ), США, режиссёр Ричард Ирвинг[англ.], эпизод сериала Театр Шеврона[англ.]
- 1952 — Три мушкетёра (ТВ), Великобритания, в роли д’Артаньяна — Ричард Джонсон,  эпизод телесериала Чем это закончится / How Does It End?
- 1953 — Три мушкетёра[фр.] / Les trois mousquetaires — Франция — Италия, режиссёр Андре Юнебель, в роли д’Артаньяна — Жорж Маршаль
- 1953 — Четыре мушкетёра / Les quatre mousquetaires. Франция, режиссёр Жиль Маргаритис.
- 1953 — Три мушкетёра / Los Tres mosqueteros — Аргентина, режиссёр Энрике Каррерас
- 1954 — Три мушкетёра / The Three Musketeers — телесериал, Великобритания, режиссёр Рекс Такер, в роли д’Артаньяна — Лоренс Пэйн
- 1954 — Виконт де Бражелон / Il Visconte di Bragelonne / Le Vicomte de Bragelonne — Франция — Италия, режиссёр Фернандо Черчио, в роли д’Артаньяна — Жак Дюмениль
- 1954 — Рыцари королевы / I cavalieri della regina — Италия, режиссёры Мауро Болоньини, Джозеф Лернер, в роли д’Артаньяна — Джеффри Стоун
- 1956 — Три мушкетёра / I Tre moschettieri / The Three Musketeers — телесериал, Италия — США, режиссёры Мауро Болоньини, Гуго Фрегонезе, Натан Джуран, Джозеф Лернер, Фрэнк МакДоналд, в роли д’Артаньяна — Джеффри Стоун
- 1957 — Приключения трёх мушкетёров (Мушкетёры короля) / Le Avventure dei tre moschettieri / The King’s Musketeers — Италия — США, режиссёр Джозеф Лернер, в роли д’Артаньяна — Джеффри Стоун
- 1957 — Три с половиной мушкетёра / Los Tres mosqueteros y medio — Мексика, режиссёр Хильберто Мартинес Соларес
- 1957 — Три мушкетёра / Os Três Mosqueteiros — телесериал, Бразилия, в роли д’Артаньяна — Жозе Паризи
- 1958 — Предприятия легендарной шпаги / Le imprese di una spada leggendaria  — Италия, режиссёры Натан Юран, Фрэнк МакДональд, в роли д’Артаньяна — Джеффри Стоун
- 1958 — Железная маска / Máscara de Ferro — Бразилия, режиссёр Силас Роберг
- 1959 — Плащи и окровавленные шпаги / Mantelli e spade insanguinate — Италия, режиссёры Натан Юран, Фрэнк МакДональд, в роли д’Артаньяна — Джеффри Стоун
- 1959 — Три мушкетёра / Les trois mousquetaires — телефильм, Франция, режиссёр Клод Барма, в роли д’Артаньяна — Жан-Поль Бельмондо
- 1960 — Три мушкетёра / The Three Musketeers — телефильм, США, в роли д’Артаньяна — Максимилиан Шелл
- 1960 — Три мушкетёра / Tres mosqueteros — Филиппины, режиссёр Тони Сантос ст., в роли д’Артаньяна — Панчо Магалона
- 1961 — Три мушкетёра / Les trois mousquetaires — Франция — Италия, режиссёр Бернар Бордери, в роли д’Артаньяна — Жерар Барре
- 1962 — Железная маска / Le Masque de la fer — Франция — Италия, режиссёр Анри Декуэн, в роли д’Артаньяна — Жан Маре
- 1961 — Месть Железной Маски / La Vendetta della maschera di ferro / La Vengeance du masque de fer — Франция — Италия, режиссёр Анри Декуэн, Франческо де Фео, Ли Кресел
- 1962 — Тайный знак д’Артаньяна (Секрет д’Артаньяна) / Il Colpo segreto di d’Artagnan / Le Secret de d’Artagnan — Италия — Франция, режиссёр Сиро Марчеллини, в роли д’Артаньяна — Жорж Надер
- 1963 — Зорро и три мушкетёра / Zorro e i tre moschiettieri — Италия, режиссёр Луиджи Капуано, в роли д’Артаньяна — Наццарено Дзамперла
- 1963 — Д’Артаньян против трёх мушкетёров / D’Artagnan contro i tre moschettieri — Италия, режиссёр Фульвио Тулуи, в роли д’Артаньяна — Фердинандо Ламас
- 1963 — Четыре мушкетёра / I Quattro moschettieri / Le Quatrième mousquetaire — Италия — Франция, режиссёр Карло Людовико Брагаглиа, в роли Д’Артаньяна — Жорж Ривьер
- 1964 — Сирано и д’Артаньян / Cyrano еt d’Artagnan / Cyrano y d’Artagnan / Cyrano e d’Artagnan — Франция — Италия — Испания, режиссёр Абель Ганс, в роли д’Артаньяна — Жан-Пьер Кассель
- 1964 — Додди и мушкетёр / Doddy und die Musketiere — телефильм, ФРГ, режиссёр Артур Мария Рабенальд, в роли д’Артаньяна — Герхард Ридман
- 1964 — Три мушкетёра / Biblioteca di Studio Uno: I tre moschettieri — музыкальный телефильм, серия телевизионной антологии «Библиотека „Студии-1“», Италия, режиссёр Антонелло Фалькуи, в роли д’Артаньяна — Альберто Лупо
- 1966 — Три мушкетёра / The Three Musketeers — телесериал, Великобритания, режиссёр Питер Хаммонд, в роли д’Артаньяна — Джереми Бретт
- 1967 — Дальнейшие приключения трёх мушкетёров / The Further Adventures of the Three Musketeers — телесериал, Великобритания, режиссёр Кристофер Барри, Хью Дэвид, в роли д’Артаньяна — Джосс Экланд
- 1968 — Человек в железной маске / The Man in the Iron Mask — телесериал, Великобритания, режиссёр Хью Дэвид, в роли д’Артаньяна — Эдвин Ричфилд
- 1968 — Три мушкетёра / De Drie Musketiers — телефильм, Бельгия, режиссёр Эдди Фербрюгген, в роли д’Артаньяна — Сенне Рауффар
- 1969 — Три мушкетёра / The Three Musketeers — телефильм, Канада, в роли д’Артаньяна — Кеннет Уэлш
- 1969 — Д’Артаньян / D’Artagnan — телесериал, Франция, режиссёр Клод Барма, в роли д’Артаньяна — Доминик Патюрель
- 1971 — Сексуальные приключения трёх мушкетёров / Die Sexabenteuer der drei Musketiere — ФРГ, режиссёр Михель Томас, в роли д’Артаньяна — Эрвин Дитрих
- 1971 — Три мушкетёра / Los Tres mosqueteros — телесериал, Испания, в роли д’Артаньяна — Санчо Грасиа
- 1971 — Три мушкетёра / The Three Musketeers — мультфильм, Австралия, режиссёр Питер Люшвиц
- 1973 — Подвески королевы / The Three Musketeers: The Queen’s Diamonds — Великобритания — США — Испания — Панама, режиссёр Ричард Лестер, в роли д’Артаньяна — Майкл Йорк
- 1974 — Три мушкетёра / The Three Musketeers — мультфильм, Австралия, режиссёры Джозеф Барбера, Уильям Ханна
- 1974 — Месть миледи / The Four Musketeers: Milady’s Revenge — Великобритания — США, режиссёр Ричард Лестер, в роли д’Артаньяна — Майкл Йорк
- 1974 — Четыре мушкетёра Шарло / Les Quatre Charlots mousquetaires — Франция, режиссёр Андре Юнебель, в роли д’Артаньяна — Жан Вальмон
- 1974 — Четверо против кардинала / Les Charlots en folie: À nous quatre Cardinal! — Франция, режиссёр Андре Юнебель, в роли д’Артаньяна — Жан Вальмон
- 1974 — Три мушкетёра (Неустрашимый д’Артаньян) / D’Artagnan l’Intrépide (Les Trois mousquetaires) / I Tre moschettieri / The Three Musketeers — мультфильм, Франция — Италия — Великобритания, режиссёр Джон Халас, Патрик Вашсбергер, в роли д’Артаньяна — Франсис Перрен
- 1977 — Влюблённый д’Артаньян / D’Artagnan amoureux — телесериал по роману Роже Нимье, Франция, режиссёр Янник Андреи, в роли д’Артаньяна — Николя Сильбер
- 1977 — Человек в железной маске / The Man in the Iron Mask — Великобритания — США, режиссёр Майк Ньюэлл, в роли д’Артаньяна — Луи Журдан
- 1978 — Д’Артаньян и три мушкетёра — телефильм, СССР, режиссёр Георгий Юнгвальд-Хилькевич, в роли д’Артаньяна — Михаил Боярский
- 1979 — Пятый мушкетёр, или Человек в железной маске / The Fifth Musketer, or The Man in the Iron Mask — Великобритания — Австрия, режиссёр Кен Аннакин, в роли д’Артаньяна — Корнел Уайлд
- 1979 — Три мушкетёра, или Безнаказанное преступление / Les Trois mousquetaires ou L’escrime ne paie pas — телефильм по пьесе Жана-Клода Илера, Франция, режиссёр Пьер Нэльн, в роли д’Артаньяна — Франсис Перрен
- 1981 — Д’Артаньгав и три пса-мушкетёра / D’Artacan y los tres mosqueperros / Wan-Wan Sanjushi (ワンワン三銃士)) — мультсериал, Испания — Япония, режиссёр Луис Баллестер Бустос, Сигео Коси, Хидетака Сайто, Таку Сугияма, Дэйв Моллоу, в роли д’Артаньяна — Мадзима Сатоми
- 1981 — Пёс в сапогах — мульт-мюзикл, СССР, режиссёр Ефим Гамбург, музыка Криса Кельми
- 1982 — Три мушкетёра / Tři mušketýři — мюзикл, ТВ, Чехословакия, режиссёр Ладислав Рихман
- 1983 — Безумная история трёх мушкетёров / La Loca historia de los tres mosqueteros — Испания, режиссёр Мариано Осорес
- 1984 — Три мушкетёра / Les Trois mousquetaires — Франция, режиссёр Андре Фледерик
- 1985 — Человек в железной маске / The Man in the Iron Mask — мультфильм, Австралия
- 1986 — Три мушкетёра / The Three Musketeers — мультфильм, Австралия
- 1987 — Три мушкетёра / Anime san jushi — мультсериал, Япония, режиссёр Кэйдзи Хаякава, Такая Мидзутани, Ёсиро Такамото, Такаси Ватабэ, Кунихико Юяма
- 1987 — Потрясающие приключения мышкетёров / Uimitoarele Aventuri ale Muschetarilor — мультфильм, Румыния, режиссёр Виктор Антонеску
- 1989 — Возвращение мушкетёров / The Return of the Musketeers — Великобритания — Франция — Испания, режиссёр Ричард Лестер, в роли д’Артаньяна — Майкл Йорк
- 1990 — Возвращение д’Артаньгава — мультфильм, Великобритания — Испания — Тайвань, режиссёры Луис Бальестер Бустос, Дэйв Маллоу, Даг Стоун
- 1991 — Д’Артаньян — ТВ, Франция, режиссёр Пьер Кавасилас, в роли д’Артаньяна — Кристоф Малавуа
- 1991 — Три мушкетёра / I tre moschettieri — ТВ, мюзикл, Италия, режиссёр Джузеппе Реччиа, в роли д’Артаньяна — Марко Колумбро
- 1992 — Три мушкетёра / The Three Musketeers — мультфильм, США
- 1992 — Эротические приключения трёх мушкетёров / The Erotic Adventures of the Three Musketeers — США, режиссёр Норман Эпштейн, в роли д’Артаньяна — Скотт Голлигос
- 1992 — Мушкетёры двадцать лет спустя — Россия, режиссёр Георгий Юнгвальд-Хилькевич, в роли д’Артаньяна — Михаил Боярский
- 1993 — Тайна королевы Анны, или Мушкетёры тридцать лет спустя — Россия, режиссёр Георгий Юнгвальд-Хилькевич, в роли д’Артаньяна — Михаил Боярский
- 1993 — Три мушкетёра / The Three Musketeers — США, режиссёр Стивен Херек, в роли д’Артаньяна — Крис О’Доннелл
- 1994 — Дочь д’Артаньяна / La Fille de d’Artagnan / Revenge of the Musketeers — Франция — Великобритания, режиссёр Бертран Тавернье, в роли д’Артаньяна — Филипп Нуаре
- 1994 — Альберт — пятый мушкетёр / Albert le 5ème mousquetaire — мультфильм, Франция — Канада, режиссёр Alain Sion
- 1998 — Человек в железной маске / The Man in the Iron Mask — США, режиссёр Уильям Ричерт, в роли д’Артаньяна — Деннис Хейден
- 1998 — Человек в железной маске / The Man in the Iron Mask — США, режиссёр Рэндалл Уоллес, в роли Д’Артаньяна — Гэбриэл Бирн
- 1998 — Мушкетёры навсегда / Musketeers Forever — США, режиссёр Джордж Чамчум, в роли д’Артаньяна — Майкл Дудикофф
- 1998 — Леди в железной маске / Lady in the Iron Mask — Италия, режиссёр Джо Д’Амато
- 2001 — Молодые клинки (Юные годы трёх мушкетёров) / La Jeunesse des trois mousquetaires / Young Blades — Франция — Великобритания, режиссёр Марио Андриччион, в роли д’Артаньяна — Хью Дэнси
- 2001 — Мушкетёр / The Musketeer — США, режиссёр Питер Хайамс, в роли д’Артаньяна — Джастин Чэмберс
- 2002 — Бланш / Blanche — Франция, режиссёр Берни Бонвуазен, в роли д’Артаньяна — Жерар Депардьё
- 2003 — Три мушкетёра / 3 musketiers, мюзикл, Нидерланды, режиссёр Пауль Ененс, в роли д’Артаньяна — Бастиан Рагас
- 2004 — Мадемуазель Мушкетёр / La Femme Musketeer — Хорватия — Германия — США, режиссёр Стив Бойюм, в роли д’Артаньяна — Майкл Йорк
- 2004 — Миледи / Milady — Франция — Бельгия, режиссёр Жозе Дайан, в роли д’Артаньяна — Флоран Паньи
- 2004 — Три мушкетёра — феминизированный новогодний мюзикл, Россия — Украина, режиссёр Тина Баркалая, в роли д’Артаньяна — Владимир Зеленский
- 2004 — Три мушкетёра: Микки, Дональд и Гуфи / Mickey, Donald, Goofy: The Three Musketeers — мультфильм, США, режиссёр Донован Кук
- 2005 — Молодые клинки / Young Blades — телесериал, США — Канада, режиссёр Ричард Мартин, Рон Оливер, в роли д’Артаньяна — Тобайас Мейлер
- 2005 — Д’Артаньян и три мушкетёра / D’Artagnan et les trois mousquetaires — Франция, режиссёр Пьер Акнин, в роли д’Артаньяна — Венсан Эльбаз
- 2005 — Три мушкетёра / The Three Musketeers — мультфильм, Дания — Латвия, режиссёр Янис Цимерманис
- 2007 — Три мушкетёра / The Three Musketeers — мультфильм, Италия
- 2009 — Возвращение мушкетёров, или Сокровища кардинала Мазарини — Россия, режиссёр Георгий Юнгвальд-Хилькевич, в роли д’Артаньяна — Михаил Боярский. Начальная сцена фильма представляет собой вольную концовку романа «Виконт де Бражелон», остальная часть фильма не связана с сюжетом книг Дюма.
- 2009 — Барби и три мушкетёра / Barbie and the Three Musketeers — мультфильм, США, о приключениях красотки Барби и её подруг Вивесы, Рене и Арамины
- 2010 — Три мушкетёра / The Three Musketeers — мультфильм, Италия, режиссёр Орландо Корради
- 2011 — Приключения мушкетёров/3 Musketeers — США, режиссёр Коул Макклей, в роли Александры д’Артаньян — Хезер Хемменс
- 2011 — Три мушкетёра / The Three Musketeers — США — Германия — Франция — Великобритания, режиссёр Пол У. С. Андерсон, в роли д’Артаньяна — Логан Лерман
- 2013 — Три мушкетёра — телесериал, Россия, режиссёр Сергей Жигунов, в роли д’Артаньяна — Риналь Мухаметов
- 2014 — Мушкетёры / The Musketeers — телесериал, Великобритания, режиссёры Тоби Хайнс, Фаррен Блэкбёрн, Ричард Кларк, Сол Мецстин, в роли д’Артаньяна — Люк Паскуалино
- 2014 — Три мушкетёра / кор. 삼총사, Samchongsa — телесериал, Южная Корея, режиссёр Ким Бёнсу, в роли прототипа д’Артаньяна — Чон Ёнхва[англ.]
- 2018 — Мушкетёры короля — предпоследняя миссия/ Moschettieri del re — La penultima missione — Италия, режиссёр Джованни Веронези, в роли д’Артаньяна — Пьерфранческо Фавино.
- 2023 — Три мушкетёра — Франция, режиссёр Мартен Бурбулон, в роли д’Артаньяна — Франсуа Сивиль. Фильм состоит из двух частей: «Три мушкетёра: Д’Артаньян» и «Три мушкетёра: Миледи».
- 2023 — Три мушкетёра — Великобритания, режиссёр Билл Томас, в роли д’Артаньяна — Малахия Пуллар-Лачман.

Всего известно около 150 экранизаций.